# Lista de representantes permanentes de Angola nas Nações Unidas
Esta é uma lista de representantes permanentes de Angola, ou outros chefes de missão, na Organização das Nações Unidas, em Nova Iorque.
Angola foi admitido como membro das Nações Unidas a 1 de dezembro de 1976.
| Início | Término  | Representante permanente (Chefe de missão) | Cargo                                                                    | Credenciais |
| ------ | -------- | ------------------------------------------ | ------------------------------------------------------------------------ | ----------- |
| 1976   | 1988     | Elísio de Figueiredo                       | Representante permanente                                                 |             |
| 1988   | 1991     | Manuel Pedro Pacavira                      | Representante permanente                                                 |             |
| 1991   | 2000     | Afonso Van-Dúnem M'Binda                   | Representante permanente                                                 |             |
| 2000   | 2001     | José Patrício                              | Representante permanente                                                 | 2000-03-20  |
| 2001   | 2018     | Ismael Gaspar Martins                      | Representante permanente                                                 | 2001-05-23  |
| 2018   | presente | Maria de Jesus dos Reis Ferreira           | Representante permanente e embaixadora extraordinária e plenipotenciária | 2018-05-21  |